# Promenade au parc de Sokolniki
Promenade au parc de Sokolniki (en russe : V Sokolnikakh, littéralement : à Sokolniki) est une nouvelle d’Anton Tchekhov, parue en 1885.

## Historique
Promenade au parc Sokolniki est initialement publié dans la revue russe Le Réveil-matin, no 17, du 2 mai 1885, sous le pseudonyme Le Frère de mon frère.  Aussi traduit en français sous le titre Aux Sokolniki.

## Résumé
Début mai, un jeune couple est assis à une table de la « vieille promenade ». Devant eux, un samovar et une bouteille de vodka vide : l’homme est saoul, tellement saoul qu’il se demande ce que font tous les gens autour de lui. « Ils se promènent », lui répond sa femme enragée de voir l’état dans lequel son mari s’est mis, « si au moins on était marié, mais on est simplement… »
La femme le laisse partir. Elle a trop honte de marcher à côté de lui. Quand elle se retourne, elle constate que tous les hommes assis aux tables sont ivres. Cela la réconforte.

## Édition française
- Promenade au parc Sokolniki, dans Œuvres de A.Tchekhov 1885, traduit par Madeleine Durand et Edouard Parayre, Les Éditeurs Français Réunis, 1955, numéro d’éditeur 431.